# Campeonato Japonês de Patinação Artística no Gelo

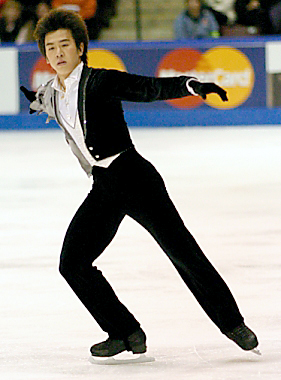
Takeshi Honda, atleta do Campeonato Japonês de Patinação Artística no gelo.

O Campeonato Japonês de Patinação Artística no Gelo (em japonês:  全日本フィギュアスケート選手権) é uma competição nacional anual de patinação artística no gelo do Japão. Os patinadores competem em quatro eventos, individual masculino, individual feminino, duplas e dança no gelo, e nos níveis sênior e júnior. 
A competição determina os campeões nacionais e os representantes do Japão em competições internacionais como Campeonato Mundial, Campeonato Mundial Júnior, Campeonato dos Quatro Continentes e os Jogos Olímpicos de Inverno.

## Edições
| Ano       | Edição | Cidade sede                                       | Sênior                                            | Sênior                                            | Sênior                                            | Sênior                                            | Ref                     |
| Ano       | Edição | Cidade sede                                       | M                                                 | F                                                 | P                                                 | D                                                 | Ref                     |
| --------- | ------ | ------------------------------------------------- | ------------------------------------------------- | ------------------------------------------------- | ------------------------------------------------- | ------------------------------------------------- | ----------------------- |
| 1929–1930 | 1.ª    | Nikko                                             | •                                                 | –                                                 | –                                                 | –                                                 | [ 1 ] [ 2 ] [ 3 ] [ 4 ] |
| 1930–1931 | 2.ª    | Sendai                                            | •                                                 | –                                                 | –                                                 | –                                                 | [ 1 ] [ 2 ] [ 3 ] [ 4 ] |
| 1931–1932 | 3.ª    | Shimosuwa                                         | •                                                 | –                                                 | –                                                 | –                                                 | [ 1 ] [ 2 ] [ 3 ] [ 4 ] |
| 1932–1933 | 4.ª    | Tóquio                                            | •                                                 | –                                                 | –                                                 | –                                                 | [ 1 ] [ 2 ] [ 3 ] [ 4 ] |
| 1933–1934 | 5.ª    | Tóquio                                            | •                                                 | –                                                 | –                                                 | –                                                 | [ 1 ] [ 2 ] [ 3 ] [ 4 ] |
| 1934–1935 | 6.ª    | Tóquio                                            | •                                                 | •                                                 | –                                                 | –                                                 | [ 1 ] [ 2 ] [ 3 ] [ 4 ] |
| 1935–1936 | 7.ª    | Tóquio                                            | •                                                 | •                                                 | –                                                 | –                                                 | [ 1 ] [ 2 ] [ 3 ] [ 4 ] |
| 1936–1937 | 8.ª    | Tóquio                                            | •                                                 | •                                                 | –                                                 | –                                                 | [ 1 ] [ 2 ] [ 3 ] [ 4 ] |
| 1937–1938 | 9.ª    | Tóquio                                            | •                                                 | •                                                 | –                                                 | –                                                 | [ 1 ] [ 2 ] [ 3 ] [ 4 ] |
| 1938–1939 | 10.ª   | Tóquio                                            | •                                                 | •                                                 | –                                                 | –                                                 | [ 1 ] [ 2 ] [ 3 ] [ 4 ] |
| 1939–1940 | 11.ª   | Tóquio                                            | •                                                 | •                                                 | –                                                 | –                                                 | [ 1 ] [ 2 ] [ 3 ] [ 4 ] |
| 1940–1941 | 12.ª   | Tóquio                                            | •                                                 | •                                                 | –                                                 | –                                                 | [ 1 ] [ 2 ] [ 3 ] [ 4 ] |
| 1942–46   | 13.ª   | Não foi disputada devido à Segunda Guerra Mundial | Não foi disputada devido à Segunda Guerra Mundial | Não foi disputada devido à Segunda Guerra Mundial | Não foi disputada devido à Segunda Guerra Mundial | Não foi disputada devido à Segunda Guerra Mundial | [ 1 ] [ 2 ] [ 3 ] [ 4 ] |
| 1942–46   | 14.ª   | Não foi disputada devido à Segunda Guerra Mundial | Não foi disputada devido à Segunda Guerra Mundial | Não foi disputada devido à Segunda Guerra Mundial | Não foi disputada devido à Segunda Guerra Mundial | Não foi disputada devido à Segunda Guerra Mundial | [ 1 ] [ 2 ] [ 3 ] [ 4 ] |
| 1946–1947 | 15.ª   | Hachinohe                                         | •                                                 | •                                                 | –                                                 | –                                                 | [ 1 ] [ 2 ] [ 3 ] [ 4 ] |
| 1947–1948 | 16.ª   | Morioka                                           | •                                                 | •                                                 | –                                                 | –                                                 | [ 1 ] [ 2 ] [ 3 ] [ 4 ] |
| 1948–49   | 17.ª   | Suwa                                              | Não houve competição                              | Não houve competição                              | Não houve competição                              | Não houve competição                              | [ 1 ] [ 2 ] [ 3 ] [ 4 ] |
| 1949–1950 | 18.ª   | Tomakomai                                         | •                                                 | –                                                 | –                                                 | –                                                 | [ 1 ] [ 2 ] [ 3 ] [ 4 ] |
| 1950–1951 | 19.ª   | Nikko                                             | •                                                 | •                                                 | –                                                 | –                                                 | [ 1 ] [ 2 ] [ 3 ] [ 4 ] |
| 1951–52   | 20.ª   | Tóquio                                            | Não houve competição                              | Não houve competição                              | Não houve competição                              | Não houve competição                              | [ 1 ] [ 2 ] [ 3 ] [ 4 ] |
| 1952–1953 | 21.ª   | Tóquio                                            | •                                                 | •                                                 | –                                                 | –                                                 | [ 1 ] [ 2 ] [ 3 ] [ 4 ] |
| 1953–1954 | 22.ª   | Osaka                                             | •                                                 | •                                                 | –                                                 | –                                                 | [ 1 ] [ 2 ] [ 3 ] [ 4 ] |
| 1954–1955 | 23.ª   | Tóquio                                            | •                                                 | •                                                 | –                                                 | –                                                 | [ 1 ] [ 2 ] [ 3 ] [ 4 ] |
| 1955–1956 | 24.ª   | Quioto                                            | •                                                 | •                                                 | •                                                 | –                                                 | [ 1 ] [ 2 ] [ 3 ] [ 4 ] |
| 1956–1957 | 25.ª   | Tóquio                                            | •                                                 | •                                                 | •                                                 | •                                                 | [ 1 ] [ 2 ] [ 3 ] [ 4 ] |
| 1957–1958 | 26.ª   | Tóquio                                            | •                                                 | •                                                 | •                                                 | •                                                 | [ 1 ] [ 2 ] [ 3 ] [ 4 ] |
| 1958–1959 | 27.ª   | Osaka                                             | •                                                 | •                                                 | •                                                 | •                                                 | [ 1 ] [ 2 ] [ 3 ] [ 4 ] |
| 1959–1960 | 28.ª   | Tóquio                                            | •                                                 | •                                                 | •                                                 | •                                                 | [ 1 ] [ 2 ] [ 3 ] [ 4 ] |
| 1960–1961 | 29.ª   | Tóquio                                            | •                                                 | •                                                 | •                                                 | •                                                 | [ 1 ] [ 2 ] [ 3 ] [ 4 ] |
| 1961–1962 | 30.ª   | Osaka                                             | •                                                 | •                                                 | •                                                 | •                                                 | [ 1 ] [ 2 ] [ 3 ] [ 4 ] |
| 1962–1963 | 31.ª   | Tóquio                                            | •                                                 | •                                                 | •                                                 | •                                                 | [ 1 ] [ 2 ] [ 3 ] [ 4 ] |
| 1963–1964 | 32.ª   | Tóquio                                            | •                                                 | •                                                 | •                                                 | •                                                 | [ 1 ] [ 2 ] [ 3 ] [ 4 ] |
| 1964–1965 | 33.ª   | Osaka                                             | •                                                 | •                                                 | –                                                 | •                                                 | [ 1 ] [ 2 ] [ 3 ] [ 4 ] |
| 1965–1966 | 34.ª   | Tomakomai                                         | •                                                 | •                                                 | –                                                 | •                                                 | [ 1 ] [ 2 ] [ 3 ] [ 4 ] |
| 1966–1967 | 35.ª   | Tóquio                                            | •                                                 | •                                                 | •                                                 | •                                                 | [ 1 ] [ 2 ] [ 3 ] [ 4 ] |
| 1967–1968 | 36.ª   | Tóquio                                            | •                                                 | •                                                 | •                                                 | •                                                 | [ 1 ] [ 2 ] [ 3 ] [ 4 ] |
| 1968–1969 | 37.ª   | Tóquio                                            | •                                                 | •                                                 | •                                                 | •                                                 | [ 1 ] [ 2 ] [ 3 ] [ 4 ] |
| 1969–1970 | 38.ª   | Osaka                                             | •                                                 | •                                                 | •                                                 | •                                                 | [ 1 ] [ 2 ] [ 3 ] [ 4 ] |
| 1970–1971 | 39.ª   | Tóquio                                            | •                                                 | •                                                 | •                                                 | •                                                 | [ 1 ] [ 2 ] [ 3 ] [ 4 ] |
| 1971–1972 | 40.ª   | Sapporo                                           | •                                                 | •                                                 | •                                                 | •                                                 | [ 1 ] [ 2 ] [ 3 ] [ 4 ] |
| 1972–1973 | 41.ª   | Osaka                                             | •                                                 | •                                                 | •                                                 | •                                                 | [ 1 ] [ 2 ] [ 3 ] [ 4 ] |
| 1973–1974 | 42.ª   | Quioto                                            | •                                                 | •                                                 | –                                                 | •                                                 | [ 1 ] [ 2 ] [ 3 ] [ 4 ] |
| 1974–1975 | 43.ª   | Hiroshima                                         | •                                                 | •                                                 | –                                                 | •                                                 | [ 1 ] [ 2 ] [ 3 ] [ 4 ] |
| 1975–1976 | 44.ª   | Tóquio                                            | •                                                 | •                                                 | •                                                 | •                                                 | [ 1 ] [ 2 ] [ 3 ] [ 4 ] |
| 1976–1977 | 45.ª   | Tóquio                                            | •                                                 | •                                                 | •                                                 | •                                                 | [ 1 ] [ 2 ] [ 3 ] [ 4 ] |
| 1977–1978 | 46.ª   | Quioto                                            | •                                                 | •                                                 | •                                                 | •                                                 | [ 1 ] [ 2 ] [ 3 ] [ 4 ] |
| 1978–1979 | 47.ª   | Tóquio                                            | •                                                 | •                                                 | •                                                 | •                                                 | [ 1 ] [ 2 ] [ 3 ] [ 4 ] |
| 1979–1980 | 48.ª   | Tóquio                                            | •                                                 | •                                                 | •                                                 | •                                                 | [ 1 ] [ 2 ] [ 3 ] [ 4 ] |
| 1980–1981 | 49.ª   | Tóquio                                            | •                                                 | •                                                 | –                                                 | •                                                 | [ 1 ] [ 2 ] [ 3 ] [ 4 ] |
| 1981–1982 | 50.ª   | Tóquio                                            | •                                                 | •                                                 | –                                                 | •                                                 | [ 1 ] [ 2 ] [ 3 ] [ 4 ] |
| 1982–1983 | 51.ª   | Tóquio                                            | •                                                 | •                                                 | –                                                 | •                                                 | [ 1 ] [ 2 ] [ 3 ] [ 4 ] |
| 1983–1984 | 52.ª   | Tóquio                                            | •                                                 | •                                                 | –                                                 | •                                                 | [ 1 ] [ 2 ] [ 3 ] [ 4 ] |
| 1984–1985 | 53.ª   | Tóquio                                            | •                                                 | •                                                 | –                                                 | •                                                 | [ 1 ] [ 2 ] [ 3 ] [ 4 ] |
| 1985–1986 | 54.ª   | Tóquio                                            | •                                                 | •                                                 | –                                                 | •                                                 | [ 1 ] [ 2 ] [ 3 ] [ 4 ] |
| 1986–1987 | 55.ª   | Tóquio                                            | •                                                 | •                                                 | •                                                 | •                                                 | [ 1 ] [ 2 ] [ 3 ] [ 4 ] |
| 1987–1988 | 56.ª   | Tóquio                                            | •                                                 | •                                                 | •                                                 | •                                                 | [ 1 ] [ 2 ] [ 3 ] [ 4 ] |
| 1988–1989 | 57.ª   | Tóquio                                            | •                                                 | •                                                 | •                                                 | •                                                 | [ 1 ] [ 2 ] [ 3 ] [ 4 ] |
| 1989–1990 | 58.ª   | Kitakyushu                                        | •                                                 | •                                                 | •                                                 | •                                                 | [ 1 ] [ 2 ] [ 3 ] [ 4 ] |
| 1990–1991 | 59.ª   | Yokohama                                          | •                                                 | •                                                 | •                                                 | •                                                 | [ 1 ] [ 2 ] [ 3 ] [ 4 ] |
| 1991–1992 | 60.ª   | Kobe                                              | •                                                 | •                                                 | •                                                 | •                                                 | [ 1 ] [ 2 ] [ 3 ] [ 4 ] |
| 1992–1993 | 61.ª   | Nagoya                                            | •                                                 | •                                                 | •                                                 | •                                                 | [ 1 ] [ 2 ] [ 3 ] [ 4 ] |
| 1993–1994 | 62.ª   | Yokohama                                          | •                                                 | •                                                 | •                                                 | •                                                 | [ 1 ] [ 2 ] [ 3 ] [ 4 ] |
| 1994–1995 | 63.ª   | Kobe                                              | •                                                 | •                                                 | •                                                 | •                                                 | [ 1 ] [ 2 ] [ 3 ] [ 4 ] |
| 1995–1996 | 64.ª   | Yokohama                                          | •                                                 | •                                                 | –                                                 | •                                                 | [ 1 ] [ 2 ] [ 3 ] [ 4 ] |
| 1996–1997 | 65.ª   | Nagano                                            | •                                                 | •                                                 | •                                                 | •                                                 | [ 1 ] [ 2 ] [ 3 ] [ 4 ] |
| 1997–1998 | 66.ª   | Kobe                                              | •                                                 | •                                                 | •                                                 | •                                                 | [ 1 ] [ 2 ] [ 3 ] [ 4 ] |
| 1998–1999 | 67.ª   | Yokohama                                          | •                                                 | •                                                 | –                                                 | •                                                 | [ 1 ] [ 2 ] [ 3 ] [ 4 ] |
| 1999–2000 | 68.ª   | Fukuoka                                           | •                                                 | •                                                 | •                                                 | •                                                 | [ 1 ] [ 2 ] [ 3 ] [ 4 ] |
| 2000–2001 | 69.ª   | Nagano                                            | •                                                 | •                                                 | •                                                 | •                                                 | [ 5 ]                   |
| 2001–2002 | 70.ª   | Osaka                                             | •                                                 | •                                                 | •                                                 | •                                                 | [ 6 ]                   |
| 2002–2003 | 71.ª   | Quioto                                            | •                                                 | •                                                 | •                                                 | •                                                 | [ 7 ]                   |
| 2003–2004 | 72.ª   | Nagano                                            | •                                                 | •                                                 | –                                                 | •                                                 | [ 8 ]                   |
| 2004–2005 | 73.ª   | Yokohama                                          | •                                                 | •                                                 | •                                                 | •                                                 | [ 9 ]                   |
| 2005–2006 | 74.ª   | Tóquio                                            | •                                                 | •                                                 | –                                                 | •                                                 | [ 10 ]                  |
| 2006–2007 | 75.ª   | Nagoya                                            | •                                                 | •                                                 | –                                                 | •                                                 | [ 11 ]                  |
| 2007–2008 | 76.ª   | Kadoma                                            | •                                                 | •                                                 | –                                                 | •                                                 | [ 12 ]                  |
| 2008–2009 | 77.ª   | Nagano                                            | •                                                 | •                                                 | •                                                 | •                                                 | [ 13 ]                  |
| 2009–2010 | 78.ª   | Kadoma                                            | •                                                 | •                                                 | •                                                 | •                                                 | [ 14 ]                  |
| 2010–2011 | 79.ª   | Nagano                                            | •                                                 | •                                                 | •                                                 | •                                                 | [ 15 ]                  |
| 2011–2012 | 80.ª   | Kadoma                                            | •                                                 | •                                                 | •                                                 | •                                                 | [ 16 ]                  |
| 2012–2013 | 81.ª   | Sapporo                                           | •                                                 | •                                                 | –                                                 | •                                                 | [ 17 ]                  |
| 2013–2014 | 82.ª   | Saitama                                           | •                                                 | •                                                 | •                                                 | •                                                 | [ 18 ]                  |
| 2014–2015 | 83.ª   | Nagano                                            | •                                                 | •                                                 | •                                                 | •                                                 | [ 19 ]                  |
| 2015–2016 | 84.ª   | Sapporo                                           | •                                                 | •                                                 | •                                                 | •                                                 | [ 20 ]                  |
| 2016–2017 | 85.ª   | Kadoma                                            | •                                                 | •                                                 | •                                                 | •                                                 | [ 21 ]                  |
| 2017–2018 | 86.ª   | Tóquio                                            | •                                                 | •                                                 | •                                                 | •                                                 | [ 22 ]                  |

## Lista de medalhistas

### Individual masculino
| Evento                        | Ouro                                                 | Prata                                                | Bronze                                               |
| Nikko 1929–30 (detalhes)      | Makoto Kubo                                          | Yukichi Kaneko                                       | Susumu Kobayashi                                     |
| Sendai 1930–31 (detalhes)     | Kazuyoshi Oimatsu                                    | Ryuichi Obitani                                      | Susumu Kobayashi                                     |
| Shimosuwa 1931–32 (detalhes)  | Kingo Sato                                           | Toshikazu Katayama                                   | Yoshizou Wada                                        |
| Tóquio 1932–33 (detalhes)     | Toshikazu Katayama                                   | Kazuyoshi Oimatsu                                    | Tsugio Hasegawa                                      |
| Tóquio 1933–34 (detalhes)     | Toshikazu Katayama                                   | Zenjiro Watanabe                                     | Tsugio Hasegawa                                      |
| Tóquio 1934–35 (detalhes)     | Toshikazu Katayama                                   | Tsugio Hasegawa                                      | Kazuyoshi Oimatsu                                    |
| Tóquio 1935–36 (detalhes)     | Seiji Kitagawa                                       | Katsutoshi Kobayashi                                 | Shin Kurahashi                                       |
| Tóquio 1936–37 (detalhes)     | Toshikazu Katayama                                   | Zenjiro Watanabe                                     | Tsugio Hasegawa                                      |
| Tóquio 1937–38 (detalhes)     | Toshikazu Katayama                                   | Hiroshi Kanda                                        | Fujimaru Shouzushima                                 |
| Tóquio 1938–39 (detalhes)     | Hiroshi Kanda                                        | Ryusuke Arisaka                                      | Fujimaru Shouzushima                                 |
| Tóquio 1939–40 (detalhes)     | Ryusuke Arisaka                                      | Hiroshi Kanda                                        | Fujimaru Shouzushima                                 |
| Tóquio 1940–41 (detalhes)     | Ryusuke Arisaka                                      | Katsumi Sakai                                        | Fujimaru Shouzushima                                 |
| 1942–1946                     | Não houve competição devido a Segunda Guerra Mundial | Não houve competição devido a Segunda Guerra Mundial | Não houve competição devido a Segunda Guerra Mundial |
| Hachinohe 1946–47 (detalhes)  | Ryusuke Arisaka                                      | Tatsujiro Kawashima                                  | Kiyoshi Iwasaki                                      |
| Morioka 1947–48 (detalhes)    | Ryusuke Arisaka                                      | Naoshige Shiota                                      | Suzuo Haraguchi                                      |
| 1948–1949                     | Não houve competição                                 | Não houve competição                                 | Não houve competição                                 |
| Tomakomai 1949–50 (detalhes)  | Katsumi Sakai                                        | Masamizu Kobayashi                                   | Suzuo Haraguchi                                      |
| Nikko 1950–51 (detalhes)      | Ryusuke Arisaka                                      | Naoshige Shiota                                      | Masamizu Kobayashi                                   |
| 1951–1952                     | Não houve competição                                 | Não houve competição                                 | Não houve competição                                 |
| Tóquio 1952–53 (detalhes)     | Jack B. Johnston                                     | Naoshige Shiota                                      | Masamizu Kobayashi                                   |
| Osaka 1953–54 (detalhes)      | Masamizu Kobayashi                                   | Tetsutaro Tanaka                                     | Shuichi Sugimoto                                     |
| Tóquio 1954–55 (detalhes)     | Kazuo Ohashi                                         | Yukio Nishikura                                      | Masamizu Kobayashi                                   |
| Quioto 1955–56 (detalhes)     | Hideo Sugita                                         | Kazuo Ohashi                                         | Nobuo Sato                                           |
| Tóquio 1956–57 (detalhes)     | Nobuo Sato                                           | Yukio Nishikura                                      | Hideo Sugita                                         |
| Tóquio 1957–58 (detalhes)     | Nobuo Sato                                           | Yukio Nishikura                                      | Hideo Sugita                                         |
| Osaka 1958–59 (detalhes)      | Nobuo Sato                                           | Yukio Nishikura                                      | Hideo Sugita                                         |
| Tóquio 1959–60 (detalhes)     | Nobuo Sato                                           | Yukio Nishikura                                      | Hideo Sugita                                         |
| Tóquio 1960–61 (detalhes)     | Nobuo Sato                                           | Hideo Sugita                                         | Yutaka Doke                                          |
| Osaka 1961–62 (detalhes)      | Nobuo Sato                                           | Hideo Sugita                                         | Masato Tamura                                        |
| Tóquio 1962–63 (detalhes)     | Nobuo Sato                                           | Yoshiyuki Koizumi                                    | Yutaka Doke                                          |
| Tóquio 1963–64 (detalhes)     | Nobuo Sato                                           | Yoshiyuki Koizumi                                    | Masato Tamura                                        |
| Osaka 1964–65 (detalhes)      | Nobuo Sato                                           | Tsuguhiko Kozuka                                     | Masato Tamura                                        |
| Tomakomai 1965–66 (detalhes)  | Nobuo Sato                                           | Tsuguhiko Kozuka                                     | Yutaka Higuchi                                       |
| Tóquio 1966–67 (detalhes)     | Tsuguhiko Kozuka                                     | Masato Tamura                                        | Yutaka Higuchi                                       |
| Tóquio 1967–68 (detalhes)     | Tsuguhiko Kozuka                                     | Yutaka Higuchi                                       | Masato Tamura                                        |
| Tóquio 1968–69 (detalhes)     | Tsuguhiko Kozuka                                     | Akira Yoshizawa                                      | Tomomi Sato                                          |
| Osaka 1969–70 (detalhes)      | Yutaka Higuchi                                       | Akira Yoshizawa                                      | Tomomi Sato                                          |
| Tóquio 1970–71 (detalhes)     | Yutaka Higuchi                                       | Tsuguhiko Kozuka                                     | Minoru Sano                                          |
| Sapporo 1971–72 (detalhes)    | Yutaka Higuchi                                       | Minoru Sano                                          | Tsuguhiko Kozuka                                     |
| Osaka 1972–73 (detalhes)      | Minoru Sano                                          | Tomomi Sato                                          | Mitsuru Matsumura                                    |
| Quioto 1973–74 (detalhes)     | Minoru Sano                                          | Mitsuru Matsumura                                    | Yoshinori Onishi                                     |
| Hiroshima 1974–75 (detalhes)  | Minoru Sano                                          | Mitsuru Matsumura                                    | Fumio Igarashi                                       |
| Tóquio 1975–76 (detalhes)     | Minoru Sano                                          | Mitsuru Matsumura                                    | Fumio Igarashi                                       |
| Tóquio 1976–77 (detalhes)     | Minoru Sano                                          | Mitsuru Matsumura                                    | Fumio Igarashi                                       |
| Quioto 1977–78 (detalhes)     | Fumio Igarashi                                       | Mitsuru Matsumura                                    | Takashi Mura                                         |
| Tóquio 1978–79 (detalhes)     | Mitsuru Matsumura                                    | Fumio Igarashi                                       | Shinji Someya                                        |
| Tóquio 1979–80 (detalhes)     | Fumio Igarashi                                       | Mitsuru Matsumura                                    | Takashi Mura                                         |
| Tóquio 1980–81 (detalhes)     | Fumio Igarashi                                       | Takashi Mura                                         | Masaru Ogawa                                         |
| Tóquio 1981–82 (detalhes)     | Fumio Igarashi                                       | Mitsuru Matsumura                                    | Takashi Mura                                         |
| Tóquio 1982–83 (detalhes)     | Shinji Someya                                        | Takashi Mura                                         | Masaru Ogawa                                         |
| Tóquio 1983–84 (detalhes)     | Masaru Ogawa                                         | Takashi Mura                                         | Makoto Kano                                          |
| Tóquio 1984–85 (detalhes)     | Masaru Ogawa                                         | Makoto Kano                                          | Tatsuya Fujii                                        |
| Tóquio 1985–86 (detalhes)     | Masaru Ogawa                                         | Makoto Kano                                          | Tatsuya Fujii                                        |
| Tóquio 1986–87 (detalhes)     | Masaru Ogawa                                         | Makoto Kano                                          | Tatsuya Fujii                                        |
| Tóquio 1987–88 (detalhes)     | Makoto Kano                                          | Tatsuya Fujii                                        | Mitsuaki Takeuchi                                    |
| Tóquio 1988–89 (detalhes)     | Makoto Kano                                          | Mitsuhiro Murata                                     | Tatsuya Fujii                                        |
| Kitakyushu 1989–90 (detalhes) | Tatsuya Fujii                                        | Masakazu Kagiyama                                    | Mitsuhiro Murata                                     |
| Yokohama 1990–91 (detalhes)   | Masakazu Kagiyama                                    | Mitsuhiro Murata                                     | Daisuke Nishikawa                                    |
| Kobe 1991–92 (detalhes)       | Masakazu Kagiyama                                    | Mitsuhiro Murata                                     | Noritomo Taniuchi                                    |
| Nagoya 1992–93 (detalhes)     | Masakazu Kagiyama                                    | Tomoaki Koyama                                       | Fumihiro Oikawa                                      |
| Yokohama 1993–94 (detalhes)   | Fumihiro Oikawa                                      | Masakazu Kagiyama                                    | Yoshiaki Takeuchi                                    |
| Kobe 1994–95 (detalhes)       | Shin Amano                                           | Naoki Shigematsu                                     | Seiichi Suzuki                                       |
| Yokohama 1995–96 (detalhes)   | Takeshi Honda                                        | Naoki Shigematsu                                     | Makoto Okazaki                                       |
| Nagano 1996–97 (detalhes)     | Takeshi Honda                                        | Yamato Tamura                                        | Makoto Okazaki                                       |
| Kobe 1997–98 (detalhes)       | Yamato Tamura                                        | Naoki Shigematsu                                     | Yosuke Takeuchi                                      |
| Yokohama 1998–99 (detalhes)   | Yosuke Takeuchi                                      | Naoki Shigematsu                                     | Yamato Tamura                                        |
| Fukuoka 1999–00 (detalhes)    | Takeshi Honda                                        | Yamato Tamura                                        | Naoki Shigematsu                                     |
| Nagano 2000–01 (detalhes)     | Takeshi Honda                                        | Yamato Tamura                                        | Yosuke Takeuchi                                      |
| Osaka 2001–02 (detalhes)      | Yosuke Takeuchi                                      | Yamato Tamura                                        | Makoto Okazaki                                       |
| Quioto 2002–03 (detalhes)     | Takeshi Honda                                        | Yamato Tamura                                        | Kensuke Nakaniwa                                     |
| Nagano 2003–04 (detalhes)     | Yamato Tamura                                        | Kazumi Kishimoto                                     | Daisuke Takahashi                                    |
| Yokohama 2004–05 (detalhes)   | Takeshi Honda                                        | Kensuke Nakaniwa                                     | Nobunari Oda                                         |
| Tóquio 2005–06 (detalhes)     | Daisuke Takahashi                                    | Nobunari Oda                                         | Kensuke Nakaniwa                                     |
| Nagoya 2006–07 (detalhes)     | Daisuke Takahashi                                    | Nobunari Oda                                         | Yasuharu Nanri                                       |
| Kadoma 2007–08 (detalhes)     | Daisuke Takahashi                                    | Takahiko Kozuka                                      | Yasuharu Nanri                                       |
| Nagano 2008–09 (detalhes)     | Nobunari Oda                                         | Takahiko Kozuka                                      | Takahito Mura                                        |
| Kadoma 2009–10 (detalhes)     | Daisuke Takahashi                                    | Nobunari Oda                                         | Takahiko Kozuka                                      |
| Nagano 2010–11 (detalhes)     | Takahiko Kozuka                                      | Nobunari Oda                                         | Daisuke Takahashi                                    |
| Kadoma 2011–12 (detalhes)     | Daisuke Takahashi                                    | Takahiko Kozuka                                      | Yuzuru Hanyu                                         |
| Sapporo 2012–13 (detalhes)    | Yuzuru Hanyu                                         | Daisuke Takahashi                                    | Takahito Mura                                        |
| Saitama 2013–14 (detalhes)    | Yuzuru Hanyu                                         | Tatsuki Machida                                      | Takahiko Kozuka                                      |
| Nagano 2014–15 (detalhes)     | Yuzuru Hanyu                                         | Shoma Uno                                            | Takahiko Kozuka                                      |
| Sapporo 2015–16 (detalhes)    | Yuzuru Hanyu                                         | Shoma Uno                                            | Takahito Mura                                        |
| Kadoma 2016–17 (detalhes)     | Shoma Uno                                            | Keiji Tanaka                                         | Takahito Mura                                        |
| Tóquio 2017–18 (detalhes)     | Shoma Uno                                            | Keiji Tanaka                                         | Takahito Mura                                        |

### Individual feminino
| Evento                       | Ouro                                                 | Prata                                                | Bronze                                               |
| Tóquio 1934–35 (detalhes)    | Etsuko Inada                                         | Tamako Togo                                          | Mitsuko Tezuka                                       |
| Tóquio 1935–36 (detalhes)    | Tamako Togo                                          | Yoshiko Tsukioka                                     | Mitsuko Tezuka                                       |
| Tóquio 1936–37 (detalhes)    | Etsuko Inada                                         | Yoshiko Tsukioka                                     | Kinuko Nakamura                                      |
| Tóquio 1937–38 (detalhes)    | Etsuko Inada                                         | Yoshiko Tsukioka                                     | Kinuko Nakamura                                      |
| Tóquio 1938–39 (detalhes)    | Etsuko Inada                                         | Kinuko Nakamura                                      | Michiko Yano                                         |
| Tóquio 1939–40 (detalhes)    | Etsuko Inada                                         | Yoshiko Tsukioka                                     | Michiko Yano                                         |
| Tóquio 1940–41 (detalhes)    | Etsuko Inada                                         | Yoshiko Tsukioka                                     | Tsuyako Ikuta                                        |
| 1942–1946                    | Não houve competição devido a Segunda Guerra Mundial | Não houve competição devido a Segunda Guerra Mundial | Não houve competição devido a Segunda Guerra Mundial |
| Hachinohe 1946–47 (detalhes) | Yoshiko Tsukioka                                     | Tsuyako Ikuta                                        | Kyoko Tokue                                          |
| Morioka 1947–48 (detalhes)   | Yoshiko Niwa                                         | Tsuyako Ikuta                                        | Reiko Kato                                           |
| 1948–1949                    | Não houve competição                                 | Não houve competição                                 | Não houve competição                                 |
| 1949–1950                    | Não houve disputa do individual feminino             | Não houve disputa do individual feminino             | Não houve disputa do individual feminino             |
| Nikko 1950–51 (detalhes)     | Etsuko Inada                                         | Yoshiko Niwa                                         | Tsuyako Yamashita                                    |
| 1951–1952                    | Não houve competição                                 | Não houve competição                                 | Não houve competição                                 |
| Tóquio 1952–53 (detalhes)    | Yoshiko Tsukioka                                     | Reiko Kobayashi                                      | Nana Aeba                                            |
| Osaka 1953–54 (detalhes)     | Tsuyako Yamashita                                    | Reiko Kobayashi                                      | nenhuma outra competidora                            |
| Tóquio 1954–55 (detalhes)    | Tsuyako Yamashita                                    | Yoko Midoro                                          | Hisako Honda                                         |
| Quioto 1955–56 (detalhes)    | Junko Ueno                                           | Yoko Midoro                                          | Yuko Araki                                           |
| Tóquio 1956–57 (detalhes)    | Junko Ueno                                           | Yuko Araki                                           | Miwa Fukuhara                                        |
| Tóquio 1957–58 (detalhes)    | Junko Ueno                                           | Miwa Fukuhara                                        | Hitomi Kurahashi                                     |
| Osaka 1958–59 (detalhes)     | Junko Ueno                                           | Miwa Fukuhara                                        | Kumiko Okawa                                         |
| Tóquio 1959–60 (detalhes)    | Miwa Fukuhara                                        | Junko Ueno                                           | Kumiko Okawa                                         |
| Tóquio 1960–61 (detalhes)    | Junko Ueno                                           | Miwa Fukuhara                                        | Kumiko Okawa                                         |
| Osaka 1961–62 (detalhes)     | Miwa Fukuhara                                        | Junko Ueno                                           | Kumiko Okawa                                         |
| Tóquio 1962–63 (detalhes)    | Miwa Fukuhara                                        | Kumiko Okawa                                         | Junko Ueno                                           |
| Tóquio 1963–64 (detalhes)    | Miwa Fukuhara                                        | Kumiko Okawa                                         | Junko Ueno                                           |
| Osaka 1964–65 (detalhes)     | Miwa Fukuhara                                        | Kumiko Okawa                                         | Kazumi Yamashita                                     |
| Tomakomai 1965–66 (detalhes) | Miwa Fukuhara                                        | Kumiko Okawa                                         | Haruko Ishida                                        |
| Tóquio 1966–67 (detalhes)    | Kumiko Okawa                                         | Miwa Fukuhara                                        | Kazumi Yamashita                                     |
| Tóquio 1967–68 (detalhes)    | Kumiko Okawa                                         | Kazumi Yamashita                                     | Haruko Ishida                                        |
| Tóquio 1968–69 (detalhes)    | Kazumi Yamashita                                     | Keiko Miyagawa                                       | Keiko Yuzawa                                         |
| Osaka 1969–70 (detalhes)     | Kazumi Yamashita                                     | Keiko Miyagawa                                       | Harumi Yoshizawa                                     |
| Tóquio 1970–71 (detalhes)    | Kazumi Yamashita                                     | Shuko Takeyama                                       | Harumi Yoshizawa                                     |
| Sapporo 1971–72 (detalhes)   | Kazumi Yamashita                                     | Shuko Takeyama                                       | Keiko Yuzawa                                         |
| Osaka 1972–73 (detalhes)     | Emi Watanabe                                         | Miwako Ohashi                                        | Keiko Yuzawa                                         |
| Quioto 1973–74 (detalhes)    | Emi Watanabe                                         | Miwako Ohashi                                        | Shinobu Watanabe                                     |
| Hiroshima 1974–75 (detalhes) | Emi Watanabe                                         | Miwako Ohashi                                        | Shinobu Watanabe                                     |
| Tóquio 1975–76 (detalhes)    | Emi Watanabe                                         | Shinobu Watanabe                                     | Reiko Kobayashi                                      |
| Tóquio 1976–77 (detalhes)    | Emi Watanabe                                         | Reiko Kobayashi                                      | Shinobu Watanabe                                     |
| Quioto 1977–78 (detalhes)    | Emi Watanabe                                         | Reiko Kobayashi                                      | Mariko Yoshida                                       |
| Tóquio 1978–79 (detalhes)    | Emi Watanabe                                         | Reiko Kobayashi                                      | Mariko Yoshida                                       |
| Tóquio 1979–80 (detalhes)    | Emi Watanabe                                         | Reiko Kobayashi                                      | Yoko Yakushi                                         |
| Tóquio 1980–81 (detalhes)    | Reiko Kobayashi                                      | Mariko Yoshida                                       | Midori Ito                                           |
| Tóquio 1981–82 (detalhes)    | Mariko Yoshida                                       | Masako Kato                                          | Yukiko Okabe                                         |
| Tóquio 1982–83 (detalhes)    | Juri Ozawa                                           | Megumi Aotani                                        | Sachie Yuuki                                         |
| Tóquio 1983–84 (detalhes)    | Masako Kato                                          | Midori Ito                                           | Yukari Yoshimori                                     |
| Tóquio 1984–85 (detalhes)    | Midori Ito                                           | Masako Kato                                          | Sachie Yuuki                                         |
| Tóquio 1985–86 (detalhes)    | Midori Ito                                           | Sachie Yuuki                                         | Juri Ozawa                                           |
| Tóquio 1986–87 (detalhes)    | Midori Ito                                           | Masako Kato                                          | Yukiko Kashihara                                     |
| Tóquio 1987–88 (detalhes)    | Midori Ito                                           | Junko Yaginuma                                       | Yuka Sato                                            |
| Tóquio 1988–89 (detalhes)    | Midori Ito                                           | Junko Yaginuma                                       | Yuka Sato                                            |
| Fukuoka 1989–90 (detalhes)   | Midori Ito                                           | Yuka Sato                                            | Junko Yaginuma                                       |
| Yokohama 1990–91 (detalhes)  | Midori Ito                                           | Mari Asanuma                                         | Junko Yaginuma                                       |
| Kobe 1991–92 (detalhes)      | Midori Ito                                           | Yuka Sato                                            | Junko Yaginuma                                       |
| Nagoya 1992–93 (detalhes)    | Yuka Sato                                            | Junko Yaginuma                                       | Kumiko Koiwai                                        |
| Yokohama 1993–94 (detalhes)  | Yuka Sato                                            | Rena Inoue                                           | Kumiko Koiwai                                        |
| Kobe 1994–95 (detalhes)      | Hanae Yokoya                                         | Junko Yaginuma                                       | Kumiko Koiwai                                        |
| Yokohama 1995–96 (detalhes)  | Midori Ito                                           | Hanae Yokoya                                         | Hiromi Sano                                          |
| Nagano 1996–97 (detalhes)    | Fumie Suguri                                         | Shizuka Arakawa                                      | Yuka Kanazawa                                        |
| Kobe 1997–98 (detalhes)      | Shizuka Arakawa                                      | Fumie Suguri                                         | Rena Inoue                                           |
| Yokohama 1998–99 (detalhes)  | Shizuka Arakawa                                      | Fumie Suguri                                         | Yuka Kanazawa                                        |
| Fukuoka 1999–00 (detalhes)   | Chisato Shiina                                       | Arisa Yamazaki                                       | Fumie Suguri                                         |
| Nagano 2000–01 (detalhes)    | Fumie Suguri                                         | Shizuka Arakawa                                      | Yoshie Onda                                          |
| Osaka 2001–02 (detalhes)     | Fumie Suguri                                         | Shizuka Arakawa                                      | Miki Ando                                            |
| Quioto 2002–03 (detalhes)    | Fumie Suguri                                         | Yoshie Onda                                          | Shizuka Arakawa                                      |
| Nagano 2003–04 (detalhes)    | Miki Ando                                            | Fumie Suguri                                         | Shizuka Arakawa                                      |
| Yokohama 2004–05 (detalhes)  | Miki Ando                                            | Mao Asada                                            | Fumie Suguri                                         |
| Tóquio 2005–06 (detalhes)    | Fumie Suguri                                         | Mao Asada                                            | Shizuka Arakawa                                      |
| Nagoya 2006–07 (detalhes)    | Mao Asada                                            | Miki Ando                                            | Yukari Nakano                                        |
| Kadoma 2007–08 (detalhes)    | Mao Asada                                            | Miki Ando                                            | Yukari Nakano                                        |
| Nagano 2008–09 (detalhes)    | Mao Asada                                            | Fumie Suguri                                         | Miki Ando                                            |
| Kadoma 2009–10 (detalhes)    | Mao Asada                                            | Akiko Suzuki                                         | Yukari Nakano                                        |
| Nagano 2010–11 (detalhes)    | Miki Ando                                            | Mao Asada                                            | Kanako Murakami                                      |
| Kadoma 2011–12 (detalhes)    | Mao Asada                                            | Akiko Suzuki                                         | Kanako Murakami                                      |
| Sapporo 2012–13 (detalhes)   | Mao Asada                                            | Kanako Murakami                                      | Satoko Miyahara                                      |
| Saitama 2013–14 (detalhes)   | Akiko Suzuki                                         | Kanako Murakami                                      | Mao Asada                                            |
| Nagano 2014–15 (detalhes)    | Satoko Miyahara                                      | Rika Hongo                                           | Wakaba Higuchi                                       |
| Sapporo 2015–16 (detalhes)   | Satoko Miyahara                                      | Wakaba Higuchi                                       | Mao Asada                                            |
| Kadoma 2016–17 (detalhes)    | Satoko Miyahara                                      | Wakaba Higuchi                                       | Mai Mihara                                           |
| Tóquio 2017–18 (detalhes)    | Satoko Miyahara                                      | Kaori Sakamoto                                       | Rika Kihira                                          |

### Duplas
| Evento                      | Ouro                                 | Prata                                  | Bronze                          |
| Quioto 1955–56 (detalhes)   | Fumiko Nishimura Kinehiko Takizawa   | nenhum outro competidor                | nenhum outro competidor         |
| Tóquio 1956–57 (detalhes)   | Sumiko Shimodaira Masamizu Kobayashi | Tsuyako Takada Kenzou Nishida          | nenhum outro competidor         |
| Tóquio 1957–58 (detalhes)   | Sumiko Shimodaira Masamizu Kobayashi | Tsuyako Takada Kenzou Nishida          | nenhum outro competidor         |
| Osaka 1958–59 (detalhes)    | Kuwana Junko Takatsugu Hashiguchi    | Sumiko Shimodaira Masamizu Kobayashi   | Junko Takada Kenzou Nishida     |
| Tóquio 1959–60 (detalhes)   | Atsuko Onoda Takatsugu Hashiguchi    | nenhum outro competidor                | nenhum outro competidor         |
| Tóquio 1960–61 (detalhes)   | Hiroko Ooiwa Kazuhiko Kakita         | Machiko Kinoshita Takatsugu Hashiguchi | Mihoko Ogita Takakazu Kawamura  |
| Osaka 1961–62 (detalhes)    | Mieko Ooiwa Yutaka Doke              | nenhum outro competidor                | nenhum outro competidor         |
| Tóquio 1962–63 (detalhes)   | Mieko Ooiwa Yutaka Doke              | nenhum outro competidor                | nenhum outro competidor         |
| Tóquio 1963–64 (detalhes)   | Noriko Harada Takatsugu Hashiguchi   | nenhum outro competidor                | nenhum outro competidor         |
| 1964–1966                   | Não houve disputa de duplas          | Não houve disputa de duplas            | Não houve disputa de duplas     |
| Tóquio 1966–67 (detalhes)   | Komako Iwadate Masayasu Iguchi       | nenhum outro competidor                | nenhum outro competidor         |
| Tóquio 1967–68 (detalhes)   | Kotoe Nagasawa Hiroshi Nagakubo      | Sachiko Kobayashi Koji Tanaka          | nenhum outro competidor         |
| Tóquio 1968–69 (detalhes)   | Kotoe Nagasawa Hiroshi Nagakubo      | nenhum outro competidor                | nenhum outro competidor         |
| Osaka 1969–70 (detalhes)    | Kotoe Nagasawa Hiroshi Nagakubo      | nenhum outro competidor                | nenhum outro competidor         |
| Tóquio 1970–71 (detalhes)   | Kotoe Nagasawa Hiroshi Nagakubo      | nenhum outro competidor                | nenhum outro competidor         |
| Sapporo 1971–72 (detalhes)  | Kotoe Nagasawa Hiroshi Nagakubo      | nenhum outro competidor                | nenhum outro competidor         |
| Osaka 1972–73 (detalhes)    | Huziko Seki Toshimitsu Doke          | nenhum outro competidor                | nenhum outro competidor         |
| 1973–1975                   | Não houve disputa de duplas          | Não houve disputa de duplas            | Não houve disputa de duplas     |
| Tóquio 1975–76 (detalhes)   | Kyoko Hagiwara Sumio Murata          | Hamae Kato Hiromichi Hagino            | Yoshiko Maruyama ? Shouzushima  |
| Tóquio 1976–77 (detalhes)   | Kyoko Hagiwara Sumio Murata          | Hamae Kato Hiromichi Hagino            | Naoko Asano Koji Okajima        |
| Quioto 1977–78 (detalhes)   | Kyoko Hagiwara Sumio Murata          | Tomoko Tanaka Hisao Ozaki              | Hamae Kato Hiromichi Hagino     |
| Tóquio 1978–79 (detalhes)   | Yukiko Okabe Takashi Mura            | Mutsumi Takezaki Koji Okajima          | Seiko Matsumoto Makoto Shiotani |
| Tóquio 1979–80 (detalhes)   | Toshimi Ito Takashi Mura             | nenhum outro competidor                | nenhum outro competidor         |
| 1980–1986                   | Não houve disputa de duplas          | Não houve disputa de duplas            | Não houve disputa de duplas     |
| Tóquio 1986–87 (detalhes)   | Akiko Nogami Yoichi Yamazaki         | Hikaru Tsuchino Takaya Usuda           | nenhum outro competidor         |
| Tóquio 1987–88 (detalhes)   | Akiko Nogami Yoichi Yamazaki         | Hikaru Tsuchino Takaya Usuda           | nenhum outro competidor         |
| Tóquio 1988–89 (detalhes)   | Yuki Shoji Takaya Usuda              | nenhum outro competidor                | nenhum outro competidor         |
| 1989–1990                   | Não houve disputa de duplas          | Não houve disputa de duplas            | Não houve disputa de duplas     |
| Yokohama 1990–91 (detalhes) | Rena Inoue Tomoaki Koyama            | nenhum outro competidor                | nenhum outro competidor         |
| Kobe 1991–92 (detalhes)     | Rena Inoue Tomoaki Koyama            | nenhum outro competidor                | nenhum outro competidor         |
| Nagoya 1992–93 (detalhes)   | Yukiko Kawasaki Alexei Tikhonov      | nenhum outro competidor                | nenhum outro competidor         |
| Yokohama 1993–94 (detalhes) | Yukiko Kawasaki Alexei Tikhonov      | nenhum outro competidor                | nenhum outro competidor         |
| 1995–1996                   | Não houve disputa de duplas          | Não houve disputa de duplas            | Não houve disputa de duplas     |
| Nagano 1996–97 (detalhes)   | Marie Arai Yamato Tamura             | Makiko Ogasawara Takeo Ogasawara       | Takako Kimura Ken'ichi Mise     |
| Kobe 1997–98 (detalhes)     | Marie Arai Shin Amano                | nenhum outro competidor                | nenhum outro competidor         |
| 1998–1999                   | Não houve disputa de duplas          | Não houve disputa de duplas            | Não houve disputa de duplas     |
| Fukuoka 1999–00 (detalhes)  | Makiko Ogasawara Takeo Ogasawara     | nenhum outro competidor                | nenhum outro competidor         |
| Nagano 2000–01 (detalhes)   | Makiko Ogasawara Takeo Ogasawara     | nenhum outro competidor                | nenhum outro competidor         |
| Osaka 2001–02 (detalhes)    | Yuko Kawaguchi Alexander Markuntsov  | Makiko Ogasawara Takeo Ogasawara       | nenhum outro competidor         |
| Quioto 2002–03 (detalhes)   | Yuko Kawaguchi Alexander Markuntsov  | Makiko Ogasawara Takeo Ogasawara       | nenhum outro competidor         |
| 2003–2004                   | Não houve disputa de duplas          | Não houve disputa de duplas            | Não houve disputa de duplas     |
| Yokohama 2004–05 (detalhes) | Yuko Kawaguchi Devin Patrick         | nenhum outro competidor                | nenhum outro competidor         |
| 2005–2008                   | Não houve disputa de duplas          | Não houve disputa de duplas            | Não houve disputa de duplas     |
| Nagano 2008–09 (detalhes)   | Narumi Takahashi Mervin Tran         | nenhum outro competidor                | nenhum outro competidor         |
| Kadoma 2009–10 (detalhes)   | Narumi Takahashi Mervin Tran         | nenhum outro competidor                | nenhum outro competidor         |
| Nagano 2010–11 (detalhes)   | Narumi Takahashi Mervin Tran         | nenhum outro competidor                | nenhum outro competidor         |
| Kadoma 2011–12 (detalhes)   | Narumi Takahashi Mervin Tran         | nenhum outro competidor                | nenhum outro competidor         |
| 2012–2013                   | Não houve disputa de duplas          | Não houve disputa de duplas            | Não houve disputa de duplas     |
| Saitama 2013–14 (detalhes)  | Narumi Takahashi Ryuichi Kihara      | nenhum outro competidor                | nenhum outro competidor         |
| Nagano 2014–15 (detalhes)   | Narumi Takahashi Ryuichi Kihara      | nenhum outro competidor                | nenhum outro competidor         |
| Sapporo 2015–16 (detalhes)  | Sumire Suto Francis Boudreau-Audet   | Marin Ono Wesley Killing               | Miu Suzaki Ryuichi Kihara       |
| Kadoma 2016–17 (detalhes)   | Sumire Suto Francis Boudreau-Audet   | Miu Suzaki Ryuichi Kihara              | Marin Ono Wesley Killing        |
| Tóquio 2017–18 (detalhes)   | Miu Suzaki Ryuichi Kihara            | Narumi Takahashi Ryo Shibata           | Riku Miura Shoya Ichihashi      |

### Dança no gelo
| Evento                       | Ouro                                  | Prata                             | Bronze                           |
| Tóquio 1956–57 (detalhes)    | Satoshi Kaneko Masami Takeuchi Yoshio | Toshiko Hutioka Masaharu Katayama | Yoshie Arai Arata Yoshikawa      |
| Tóquio 1957–58 (detalhes)    | Satoshi Kaneko Masami Takeuchi Yoshio | Toshiko Hutioka Masaharu Katayama | Yoshie Arai Arata Yoshikawa      |
| Osaka 1958–59 (detalhes)     | Satoshi Kaneko Masami Takeuchi Yoshio | Toshiko Hutioka Masaharu Katayama | Setsuko Sannai Kenzi Takeda      |
| Tóquio 1959–60 (detalhes)    | Satoshi Kaneko Masami Takeuchi Yoshio | Idemitsu Junko Takayuki Bessyo    | Mieko Ooiwa Nagahisa Ono         |
| Tóquio 1960–61 (detalhes)    | Satoshi Kaneko Masami Takeuchi Yoshio | Idemitsu Junko Takayuki Bessyo    | Mieko Ooiwa Doke Yutaka          |
| Osaka 1961–62 (detalhes)     | Satoshi Kaneko Masami Takeuchi Yoshio | nenhum outro competidor           | nenhum outro competidor          |
| Tóquio 1962–63 (detalhes)    | Satoshi Kaneko Masami Takeuchi Yoshio | nenhum outro competidor           | nenhum outro competidor          |
| Tóquio 1963–64 (detalhes)    | Satoshi Kaneko Masami Takeuchi Yoshio | Sumiko Bessyo Takayuki Bessyo     | Noriko Yuzawa Matsumoto Norihisa |
| Osaka 1964–65 (detalhes)     | Sumiko Bessyo Takayuki Bessyo         | Fujise Kiyoko Katsutoshi Morinaga | nenhum outro competidor          |
| Tomakomai 1965–66 (detalhes) | Noriko Yuzawa Matsumoto Norihisa      | Reiko Inoue Mitsuaki Hirose       | nenhum outro competidor          |
| Tóquio 1966–67 (detalhes)    | Noriko Yuzawa Matsumoto Norihisa      | Reiko Inoue Mitsuaki Hirose       | nenhum outro competidor          |
| Tóquio 1967–68 (detalhes)    | Mayumi Akahiro Tamura Masato          | nenhum outro competidor           | nenhum outro competidor          |
| Tóquio 1968–69 (detalhes)    | Ishikawa Yoko Nishihama Naotoshi      | Noriko Harada Joji Oh'hamazaki    | Tsuyama Fumi Hiroshi Kobayashi   |
| Osaka 1969–70 (detalhes)     | Toshie Sakurai Motoe Sakurai          | Tsuyama Fumi Hiroshi Kobayashi    | nenhum outro competidor          |
| Tóquio 1970–71 (detalhes)    | Keiko Atiwa Yasuyuki Noto             | Toshie Sakurai Motoe Sakurai      | nenhum outro competidor          |
| Sapporo 1971–72 (detalhes)   | Keiko Atiwa Yasuyuki Noto             | nenhum outro competidor           | nenhum outro competidor          |
| Osaka 1972–73 (detalhes)     | Toshie Sakurai Motoe Sakurai          | nenhum outro competidor           | nenhum outro competidor          |
| Quioto 1973–74 (detalhes)    | Yoshiko Nakada Toshimitsu Doke        | Tamami Abe Hirohiko Komata        | nenhum outro competidor          |
| Hiroshima 1974–75 (detalhes) | Misato Kage Masanori Takeda           | Tamami Abe Hirohiko Komata        | Naoko Katou Akira Naitou         |
| Tóquio 1975–76 (detalhes)    | Misato Kage Masanori Takeda           | Yasuko Ikejiri Toshimitsu Doke    | Tomoko Koide Ryouichi Kobayashi  |
| Tóquio 1976–77 (detalhes)    | Misa Kage Masanori Takeda             | Sachiko Sakano Tadayuki Takahashi | Yumiko Kage Toshinori Fujisawa   |
| Quioto 1977–78 (detalhes)    | Michiko Abe Nozomu Sakai              | Yumiko Kage Tadayuki Takahashi    | Sachiko Sakano Akira Sekine      |
| Tóquio 1978–79 (detalhes)    | Yumiko Kage Tadayuki Takahashi        | Michiko Abe Nozomu Sakai          | Noriko Sato Akira Sekine         |
| Tóquio 1979–80 (detalhes)    | Noriko Sato Tadayuki Takahashi        | Michiko Abe Nozomu Sakai          | Rumiko Michiue Toshiyuki Tanak   |
| Tóquio 1980–81 (detalhes)    | Noriko Sato Tadayuki Takahashi        | Yumimo Kage Yuuki Nakajima        | Akiko Okabe Tamao Arai           |
| Tóquio 1981–82 (detalhes)    | Noriko Sato Tadayuki Takahashi        | Akiko Okabe Tamao Arai            | Tomoko Tanaka Hiroyuki Suzuki    |
| Tóquio 1982–83 (detalhes)    | Noriko Sato Tadayuki Takahashi        | Yumimo Kage Yuuki Nakajima        | Tomoko Tanaka Hiroyuki Suzuki    |
| Tóquio 1983–84 (detalhes)    | Noriko Sato Tadayuki Takahashi        | Tomoko Tanaka Hiroyuki Suzuki     | Yumimo Kage Yuuki Nakajima       |
| Tóquio 1984–85 (detalhes)    | Noriko Sato Tadayuki Takahashi        | Tomoko Tanaka Hiroyuki Suzuki     | Junko Ito Hiroaki Tokita         |
| Tóquio 1985–86 (detalhes)    | Tomoko Tanaka Hiroyuki Suzuki         | Junko Ito Hiroaki Tokita          | Kaoru Takino Kenji Takino        |
| Tóquio 1986–87 (detalhes)    | Tomoko Tanaka Hiroyuki Suzuki         | Junko Ito Hiroaki Tokita          | Kaoru Takino Kenji Takino        |
| Tóquio 1987–88 (detalhes)    | Tomoko Tanaka Hiroyuki Suzuki         | Kaoru Takino Kenji Takino         | Junko Ito Hiroaki Tokita         |
| Tóquio 1988–89 (detalhes)    | Kaoru Takino Kenji Takino             | Syoko Higashino Tatsuro Matsumura | Kayo Shirahata Hiroshi Tanaka    |
| Fukuoka 1989–90 (detalhes)   | Kaoru Takino Kenji Takino             | Syoko Higashino Tatsuro Matsumura | Kayo Shirahata Hiroshi Tanaka    |
| Yokohama 1990–91 (detalhes)  | Kaoru Takino Kenji Takino             | Syoko Higashino Tatsuro Matsumura | Kayo Shirahata Hiroshi Tanaka    |
| Kobe 1991–92 (detalhes)      | Kaoru Takino Kenji Takino             | Syoko Higashino Tatsuro Matsumura | Nakako Tsuzuki Kazu Nakamura     |
| Nagoya 1992–93 (detalhes)    | Kayo Shirahata Hiroshi Tanaka         | Nakako Tsuzuki Kazu Nakamura      | Misao Sato Go Sakai              |
| Yokohama 1993–94 (detalhes)  | Nakako Tsuzuki Kazu Nakamura          | Yuki Habuki Hitoshi Koizumi       | Misao Sato Go Sakai              |
| Kobe 1994–95 (detalhes)      | Nakako Tsuzuki Juris Razguliaiev      | Aya Kawai Hiroshi Tanaka          | Yuki Habuki Hitoshi Koizumi      |
| Yokohama 1995–96 (detalhes)  | Nakako Tsuzuki Juris Razguliaiev      | Aya Kawai Hiroshi Tanaka          | Akiko Kinoshita Yosuke Moriwaki  |
| Nagano 1996–97 (detalhes)    | Aya Kawai Hiroshi Tanaka              | Akiko Kinoshita Yosuke Moriwaki   | Nozomi Watanabe Akiyuki Kido     |
| Kobe 1997–98 (detalhes)      | Aya Kawai Hiroshi Tanaka              | Nozomi Watanabe Akiyuki Kido      | Aya Hatsuda Koichi Suyama        |
| Yokohama 1998–99 (detalhes)  | Nakako Tsuzuki Rinat Farkhoutdinov    | Rie Arikawa Kenji Miyamoto        | Nozomi Watanabe Akiyuki Kido     |
| Fukuoka 1999–00 (detalhes)   | Nakako Tsuzuki Rinat Farkhoutdinov    | Nozomi Watanabe Akiyuki Kido      | Rie Arikawa Kenji Miyamoto       |
| Nagano 2000–01 (detalhes)    | Nakako Tsuzuki Rinat Farkhoutdinov    | Nozomi Watanabe Akiyuki Kido      | Rie Arikawa Kenji Miyamoto       |
| Osaka 2001–02 (detalhes)     | Rie Arikawa Kenji Miyamoto            | Nozomi Watanabe Akiyuki Kido      | Masumi Haruki Hiroaki Tokita     |
| Quioto 2002–03 (detalhes)    | Rie Arikawa Kenji Miyamoto            | Nozomi Watanabe Akiyuki Kido      | Masumi Haruki Hiroaki Tokita     |
| Nagano 2003–04 (detalhes)    | Nozomi Watanabe Akiyuki Kido          | Nakako Tsuzuki Kenji Miyamoto     | Yurie Oda Sho Kagayama           |
| Yokohama 2004–05 (detalhes)  | Nozomi Watanabe Akiyuki Kido          | Nakako Tsuzuki Kenji Miyamoto     | Minami Sakacho Tatsuya Sakacho   |
| Tóquio 2005–06 (detalhes)    | Nozomi Watanabe Akiyuki Kido          | Nakako Tsuzuki Kenji Miyamoto     | Minami Sakacho Tatsuya Sakacho   |
| Nagoya 2006–07 (detalhes)    | Nozomi Watanabe Akiyuki Kido          | Cathy Reed Chris Reed             | Minami Sakacho Tatsuya Sakacho   |
| Kadoma 2007–08 (detalhes)    | Cathy Reed Chris Reed                 | nenhum outro competidor           | nenhum outro competidor          |
| Nagano 2008–09 (detalhes)    | Cathy Reed Chris Reed                 | Nana Sugiki Taiyo Mizutani        | Emi Hirai Ayato Yuzawa           |
| Kadoma 2009–10 (detalhes)    | Cathy Reed Chris Reed                 | Emi Hirai Taiyo Mizutani          | nenhum outro competidor          |
| Nagano 2010–11 (detalhes)    | Cathy Reed Chris Reed                 | Emi Hirai Taiyo Mizutani          | nenhum outro competidor          |
| Kadoma 2011–12 (detalhes)    | Bryna Oi Taiyo Mizutani               | Emi Hirai Marien dela Asuncion    | Anna Takei Yuya Yamada           |
| Sapporo 2012–13 (detalhes)   | Cathy Reed Chris Reed                 | Emi Hirai Marien dela Asuncion    | Bryna Oi Taiyo Mizutani          |
| Saitama 2013–14 (detalhes)   | Cathy Reed Chris Reed                 | Emi Hirai Marien dela Asuncion    | Shizuru Agata Kentaro Suzuki     |
| Nagano 2014–15 (detalhes)    | Cathy Reed Chris Reed                 | Emi Hirai Marien dela Asuncion    | Kana Muramoto Hiroichi Noguchi   |
| Sapporo 2015–16 (detalhes)   | Kana Muramoto Chris Reed              | Emi Hirai Marien dela Asuncion    | Ibuki Mori Kentaro Suzuki        |
| Kadoma 2016–17 (detalhes)    | Kana Muramoto Chris Reed              | Emi Hirai Marien dela Asuncion    | Misato Komatsubara Tim Koleto    |
| Tóquio 2017–18 (detalhes)    | Kana Muramoto Chris Reed              | Misato Komatsubara Tim Koleto     | Rikako Fukase Aru Tateno         |